# マックス・カール・ヴィルヘルム・ヴェーバー

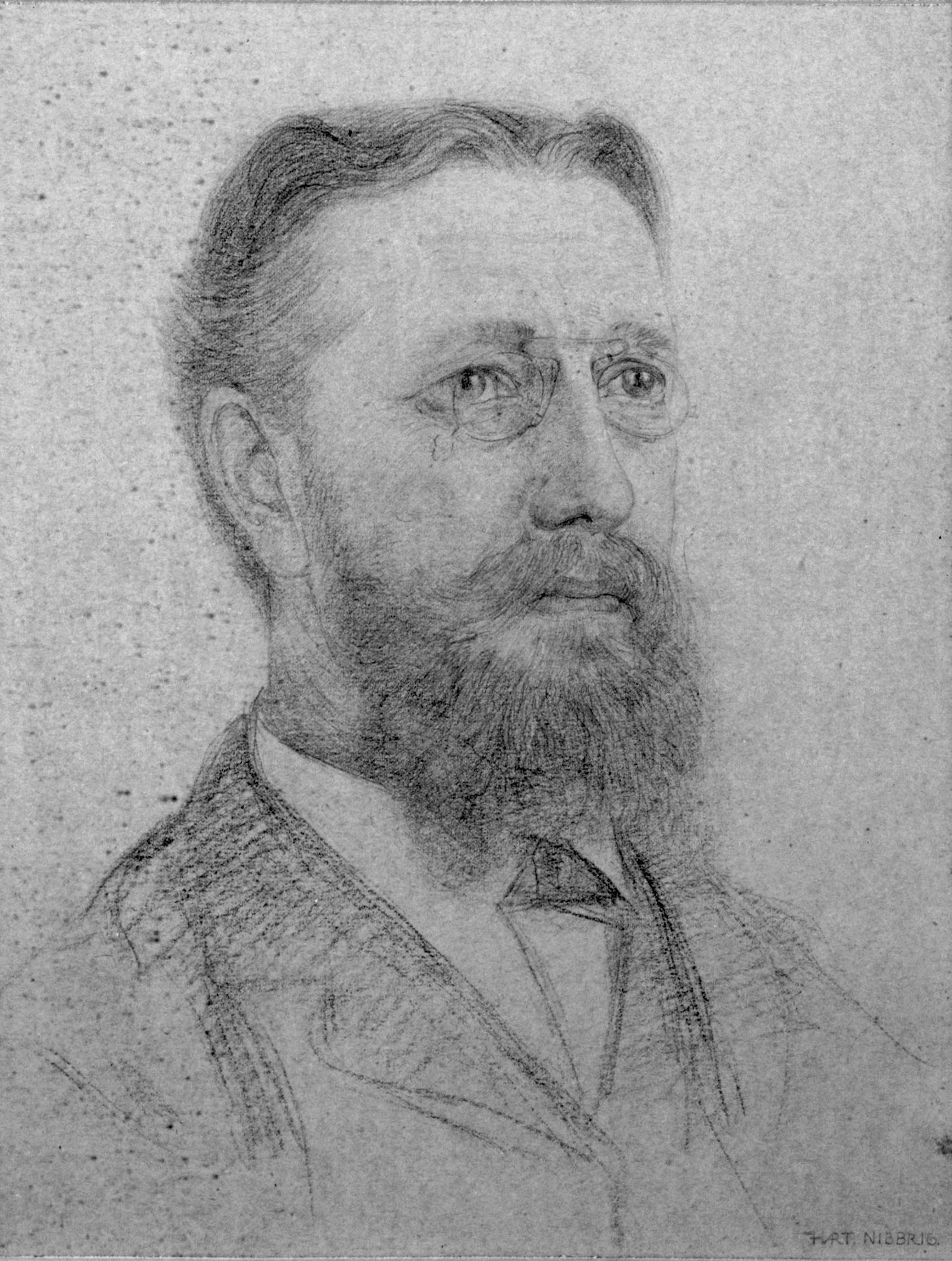
マックス・ヴェーバー

マックス・カール・ヴィルヘルム・ヴェーバー（Max Carl Wilhelm Weber または Max Wilhelm Carl Weber, 1852年12月5日 - 1937年2月7日）は、ドイツの動物学者。

## 生涯
ボンに生まれた。父親はドイツ人で母親はオランダ人である。2歳のとき父親が没した。ボン大学で比較解剖学を学んだ後、ベルリン大学でエドゥアルト・フォン・マルテンスの講義を受けた。ボン大学で学位を取得し、医師の資格を得て、軍役を終えた。1880年にユトレヒト大学の解剖学の講師となった。1881年5月から11月にかけて、バレンツ海の調査を行った。1883年にオランダ人の植物学者、アンナ・ヴェーバー＝ファン・ボッセ（1852年 - 1942年）と結婚し、同年アムステルダム大学の准教授、1884年に教授となった。
1887年にオランダの市民権を得て、1888年、妻とともにインド、東南アジアを旅し、淡水系の動植物の研究を行った。1892年にアムステルダム大学の動物学博物館の館長に任命され、1894年には南アフリカで淡水魚を調査した。1899年から1900年の間、オランダの研究船シボーガ号の探検航海を率いてインドネシアを調査した。この調査で131種の新種の種を発見した。生物の分布境界線としてティモール島の東からセラム島、モルッカ諸島の西を通る境界線を提唱し、これは今日「ウェーバー線」と呼ばれる。東洋の生物とオーストラリアの生物の境界線としてはウォレス線より妥当であるとされている。
オランダに戻った後、哺乳動物に関する著書『哺乳類-現行哺乳類と化石哺乳類の系統学と解剖学の概要』(Die Säugetiere. Einführung in die Anatomie und Systematik der recenten und fossilen Mammalia) を出版した。その他に著書としては『高等教育のための生物学教科書』（Lehrbuch der Biologie für Hochschulen, 1911年）、『インドからオーストラリア間の列島の魚類』（The Fishes of the Indo-Australian archipelago, 1911年 - 1936年）7巻がある。
1935年に王立協会の外国人会員に選ばれた。Siboglinum weberi, Chromis weberi, Calyptronema maxweberi, Caudacaecilia weberi, Peristedion weberi などの種に献名されている。

## 著作
- 1877: Die Nebenorgane des Auges der einheimischen Lacertidae. Inaugural-dissertation zur Erlangung der Doctorwürde bei der medicinischen Fakultät der Rheinischen Friedrich-Wilhelms-Universität zu Bonn eingereicht und mit den beigefügten Thesen vertheidigt am 6. August 1877
- 1886: Studien über Säugethiere. Ein Beitrag zur Frage nach dem Ursprung der Cetaceen
- 1890: Ethnographische Notizen über Flores und Celebes, Supplement zu Band III von "Internationales Archiv für Ethnographie". P. W. M. Trap, Leiden.
- 1890 - 1907: Zoologische Ergebnisse einer Reise in Niederländisch Ost-Indien, Teil 1 (1890-1891), Teil 2 (1892), Teil 3 (1894), Teil 4 (1897-1907). E. J. Brill, Leiden.
- 1902: Introduction et description de l'expédition. Siboga Expeditie
- 1904: Die Säugetiere. Einführung in die Anatomie und Systematik der recenten und fossilen Mammalia
- 1913: Die Fische der Siboga-Expedition. Siboga Expeditie
- 1927 - 1928: Die Säugetiere. Einführung in die Anatomie und Systematik der recenten und fossilen Mammalia (2. Auflage). Anatomischer Teil unter Mitwirkung von H. M. de Burlet (1928). Systematischer Teil unter Mitwirkung von O. Abel.
- 1936: Primaty. Anatomiya, sistematika i paleontologiya lemurov, dolgopyatov i obez'yan. Perevod, redaktsiya i dopolneniya M. F. Nesturkh